# Samijlo Welytschko

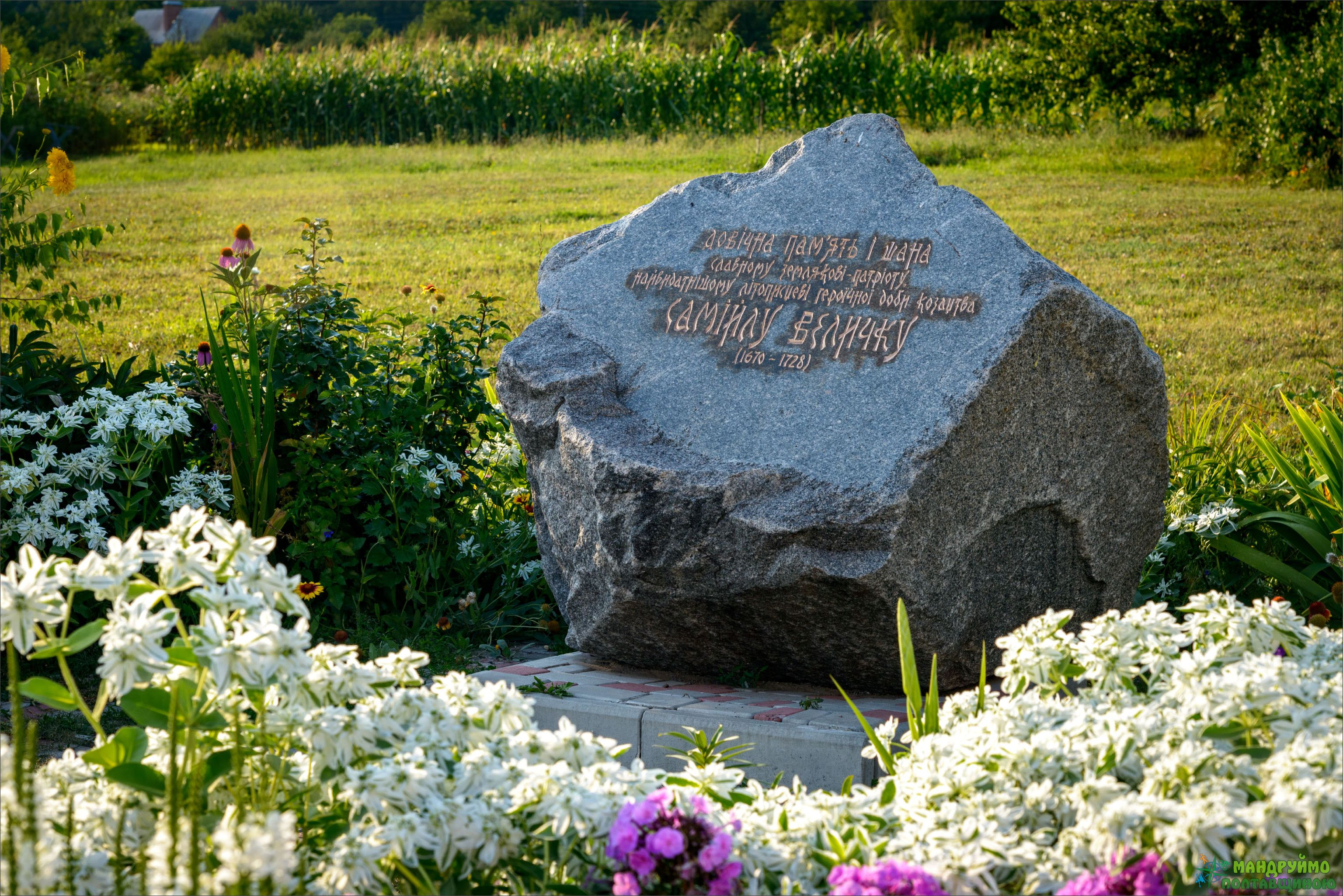
Gedenkstein zu Ehren des Kosaken-Chronisten Samijlo Welytschko in Schuky

Samijlo Wassyljowytsch Welytschko (ukrainisch Самійло Васильович Величко, russisch Самуил Васильевич Величко Samuil Wassiljewitsch Welitschko; * 1. Februarjul. / 11. Februar 1670greg. in Schuky, Kosakenhetmanat; † nach 1728 ebenda) war ein ukrainischer Kosaken-Chronist.

## Leben
Samijlo Welytschko kam 1670 im Dorf Schuky (Жуки) bei Poltawa als Sohn einer Kosakenfamilie zur Welt.
Er studierte am Kiew-Mohyla-Collegium in Kiew und beherrschte Latein, Deutsch und Polnisch. Ab 1690 diente er im Büro vom Generalsekretär des Hetmanats Wassylij Kotschubej (Василій Леонтійович Кочубей; 1640–1708) in Dykanka und wechselte 1705 in die Allgemeine Militärkanzlei, die zentrale Verwaltungsbehörde des Hetmanats. Nach Kotschubejs Hinrichtung 1708 wurde er von seinem Posten entbunden und kam, nach dem Seitenwechsel des Saporoger Kosakenheeres unter Iwan Masepa im Nordischen Krieg, auf Grund der anschließenden Repressionen des russischen Zaren Peter dem Großen bis 1715 in Gefangenschaft.
Anschließend lebte er wieder in seinem Geburtsort, wo er sich dem Schreiben und der Lehre widmete. Neben seinem Hauptwerk, der Chronik der Ereignisse im Südwesten Russlands im 17. Jahrhundert, das er zwischen 1715 und Anfang 1720 verfasste, übersetzte er die deutsche Anthologie Cosmographia ins Ukrainische.
Gemäß dem Brockhaus-Efron war Samijlo Welytschko in einen geheimen Briefwechsel mit Peter dem Großen verwickelt.

## Werk
Sein Hauptwerk ist die Chronik der Ereignisse im Südwesten Russlands im 17. Jahrhundert, die die Ereignisse von Beginn des Chmelnyzkyj-Aufstandes bis 1720 umfasst.
Der erste Band behandelt die Ereignisse von 1648 bis 1659, der zweite Band den Zeitraum von 1660 bis 1686, der dritte Band die Zeit von 1687 bis 1700 und der vierte Band, der größte (2.041 Seiten), enthält verschiedene Dokumente aus dem 17. Jahrhundert. Verfasst ist die Chronik in der ukrainischen Buchsprache des 18. Jahrhunderts, stilistisch ist sie sehr rhetorisch und patriotisch.
In Welytschkos Augen erscheint Bohdan Chmelnyzkyj als von Moses herabgesandt, um die Ukraine aus der polnischen Gefangenschaft zu führen. Sein Werk beinhaltet nicht nur die Ereignisse, die Welytschko selbst erlebte. Er unternahm so etwas wie eine wissenschaftliche Arbeit, indem er für seine Chronik weitere Chroniken und Memoiren wie die von Samijlo Sorka (Самійло Зорка), Innozenz Giesel, Szymon Okolski (1580–1653), Samuil Twardowski (Самуил Твардовский; 1600–1661) und Samuel von Pufendorf verwendete. So enthält der erste Band eine Anzahl von Plagiaten und Verzerrungen, während der zweite und dritte Band auf seinen persönlichen Erfahrungen und teils auf Dokumenten der Allgemeinen Militärkanzlei basiert.
Die Samijlo-Welytschko-Chronik wurde von Walerij Schewtschuk ins moderne Ukrainisch übersetzt.

## Ehrungen
- 1998 schuf das Ukrtelefilm-Studio den Dokumentarfilm „Die Kosaken-Chronik von Samijlo Welytschko“ („Козацький літопис Самійла Величка“; Drehbuch: H. Dessjatnyk (Г. Десятник), Regisseur S. Dudka (С. Дудка), Kameramann  W. Boratschek (В.Борачек), Tonregisseur O. Romanow (О.Романов))[2]
- Anlässlich seines 350. Geburtstages gab die Nationalbank der Ukraine 2020 ihm zu Ehren eine 10-Hrywnja-Silber-Gedenkmünze heraus.[7]
- In seinem Geburts- und Sterbeort wurde zu seinem Gedenken ein Gedenkstein errichtet.